# Invisible Man
Pour les articles homonymes, voir The Invisible Man.
Invisible Man (The Invisible Man) est une série télévisée américaine en 46 épisodes de 42 minutes, créée par Matt Greenberg et diffusée entre le 9 juin 2000 et le 25 janvier 2002 sur Sci Fi Channel.
En France, la série a été diffusée à partir du 14 janvier 2001 sur TF1 et rediffusée sur NRJ 12, NT1 et sur Syfy.

## Synopsis
Alors qu'il était cambrioleur, Damien Fawkes (Darien Fawkes en V.O.) se fait arrêter pour un crime qu'il n'a pas commis. Condamné à perpétuité, il accepte de passer un accord avec le gouvernement afin de servir de cobaye. On lui greffe une glande qui lui permet de devenir invisible et de travailler pour une agence gouvernementale.

## Distribution
- Vincent Ventresca (V. F. : Pascal Germain) : Damien Fawkes (Darien Fawkes en VO)
- Paul Ben-Victor (V. F. : Patrice Dozier) : Robert « Bobby » Hobbes
- Rebecca Chambers (V. F. : Ivana Coppola) : Casey Meyer
- Eddie Jones (V. F. : Georges Aubert) : Charles Borden
- Joel Bissonnette (en) (V. F. : Mathieu Buscatto) : Arnaud De Thiel/Le Foehn
- Jon Polito : Eddie
- Michael McCafferty (V. F. : Hervé Caradec) : Albert Eberts
- Shannon Kenny (V. F. : Coco Noël) : Claire Keeply
- Brandy Ledford (V. F. : Marie-Frédérique Habert) : Alex Monroe
- Jay Acovone (V. F. : Bernard Métraux) : Orion
- Idalis DeLeon (V. F. : Ariane Deviègue) : Allianora
- Zoe McLellan (V. F. : Pascale Chemin) : Dr Keate Easton
- David Burke (V. F. : Constantin Pappas): Kevin Fawkes

## Épisodes

### Première saison (2000-2001)
1. Un homme sous influence [1/2] (Pilot)
2. Un homme sous influence [2/2] (Pilot)
3. Première mission (Catevari)
4. L’Ami imaginaire (Ralph)
5. Voyance macabre (Tiresias)
6. La jeune femme âgée (Impetus)
7. Kidnapping lucratif (The Devil You Know)
8. Vite et bien (Liberty & Larceny '')
9. Science sans conscience (The Value of Secrets)
10. Difficile séparation (Separation Anxiety)
11. Sélection naturelle (It Hurts When You Do This)
12. Et de deux (The Other Invisible Man)
13. Le Miroir aux alouettes (Reunion)
14. Le Chat et la Souris (Cat & Mouse)
15. Les Yeux de glace (Beholder)
16. Légende ou imposture ? (Ghost of a Chance)
17. Touche pas à mon QI (Flowers for Hobbes)
18. Rêve ou cauchemar (Per Chance to Dream)
19. Cercueils de glace (Frozen in Time)
20. Un agent pathogène (Diseased)
21. Agent double (The Lesser Evil)
22. Tricher n’est pas jouer [1/2] (Money for Nothing [1/2])
23. Tricher n’est pas jouer [2/2] (Money for Nothing [2/2])
24. Un bien petit monde (It’s a Small World '')

### Deuxième saison (2001-2002)
1. La Légende du Sasquatch (Legends)
2. Alertez les bébés ! (The Camp)
3. Piratage informatique (The Importance of Being Eberts)
4. Adolescent à haut risque (Johnny Apocalypse)
5. Vive le vent (Going Postal)
6. Alchimie fraternelle (Brother’s Keeper)
7. L’Ultime expérience (Insensate)
8. Aux voleurs ! (Den of Thieves)
9. De fil en aiguille (Bad Chi)
10. Une expérience foudroyante (Flash to Bang)
11. Menace invisible (Germ Theory)
12. Deux mères pour un bébé (The Choice)
13. Esprit de femme (Immaterial Girl)
14. Tueur d’élite (Father Figure)
15. Les Prisonniers (A Sense of Community)
16. Le Sérum de vérité (The Three Phases of Claire)
17. Passé recomposé (Exposed)
18. La Femme invisible (The Invisible Woman)
19. L’Homme trop visible (Mere Mortals)
20. Médecine de choc (Possessed)
21. L’Ennemi de mon ennemi [1/2] (Ennemy of my Ennemy [1/2])
22. L’Ennemi de mon ennemi [2/2] (The New Stuff [2/2])